# Schönbüel
Schönbüel är en bergstopp i Schweiz.   Den ligger i kantonen Obwalden, i den centrala delen av landet, 50 km öster om huvudstaden Bern. Toppen på Schönbüel är 2 011 meter över havet, eller 9 meter över den omgivande terrängen. Bredden vid basen är 0,06 km.
Terrängen runt Schönbüel är bergig åt sydost, men åt nordväst är den kuperad. Närmaste större samhälle är Giswil, 8,0 km nordost om Schönbüel. 
I omgivningarna runt Schönbüel växer i huvudsak blandskog. Runt Schönbüel är det ganska tätbefolkat, med 93 invånare per kvadratkilometer.